# Stig Fredriksson
Stig Fredriksson (Sorsele, 1956. március 6. –) válogatott svéd labdarúgó, hátvéd.

## Pályafutása

### Klubcsapatban
1975 és 1977 között a Gimonäs, 1977 és 1981 között a Västerås, 1981 és 1987 között az IFK Göteborg labdarúgója volt. A göteborgi csapattal négy svéd bajnoki címet és két kupagyőzelmet szerzett. Tagja volt az 1981–82-es és az 1986–87-es idényben UEFA-kupagyőztes együttesnek.

### A válogatottban
1979 és 1987 között 58 alkalommal szerepelt a svéd válogatottban és két gólt szerzett.

## Sikerei, díjai
IFK Göteborg
- Svéd bajnokság (Allsvenskan)
  - bajnok (4): 1982, 1983, 1984, 1987
- Svéd kupa (Svenska Cupen)
  - győztes (2): 1982, 1983
- UEFA-kupa
  - győztes (2): 1981–82, 1986–87